# 리카센주

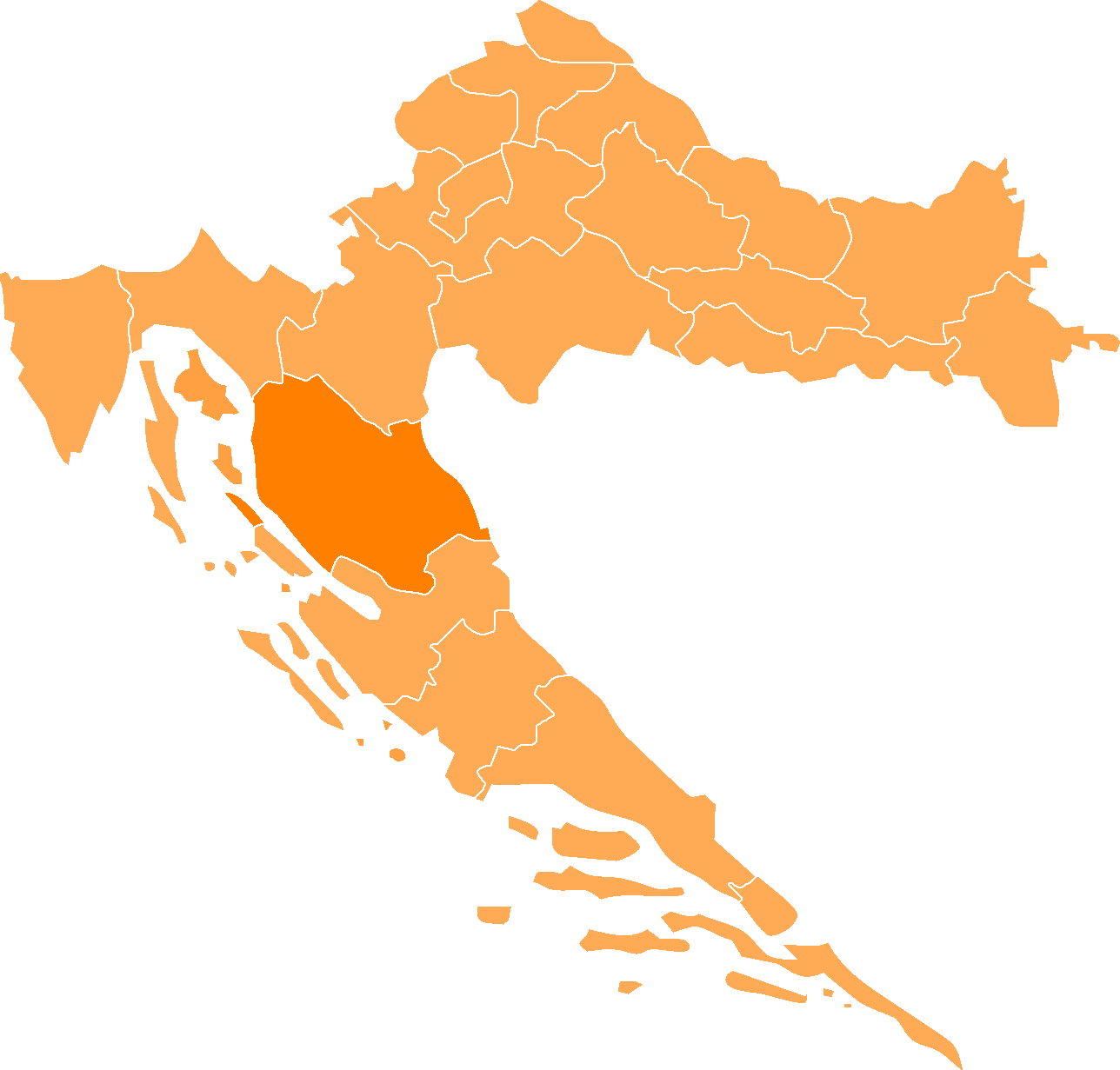
리카센주의 위치

리카센주(크로아티아어: Ličko-senjska županija)는 크로아티아 북서부에 위치한 주로 주도는 고스피치이며 면적은 5,352km2, 인구는 53,643명(2001년 기준), 인구 밀도는 10명/km2이다. 크로아티아에서 면적이 가장 넓고 인구가 가장 적은 주이다.
북동쪽으로는 카를로바츠주, 북서쪽으로는 프리모레고르스키코타르주, 남쪽으로는 자다르주, 서쪽으로는 아드리아해와 접하며 동쪽으로는 보스니아 헤르체고비나와 국경을 접한다. 14개 시와 8개 지방 자치체를 관할하며 주 의회는 45개 의석으로 구성되어 있다. 플리트비체 국립공원, 벨레비트산맥이 이 곳에 위치한다.

주기
주 문장

## 인구
| 연도 | 인구    | ±%    |
| ---- | ------- | ----- |
| 1857 | 155,467 | —     |
| 1869 | 165,692 | +6.6% |
| 1880 | 155,382 | −6.2% |
| 1890 | 170,084 | +9.5% |
| 1900 | 186,871 | +9.9% |
| 1910 | 182,392 | −2.4% |
| 1921 | 177,055 | −2.9% |
| 1931 | 172,735 | −2.4% |

| 연도 | 인구    | ±%     |
| ---- | ------- | ------ |
| 1948 | 130,855 | −24.2% |
| 1953 | 125,677 | −4.0%  |
| 1961 | 118,329 | −5.8%  |
| 1971 | 106,433 | −10.1% |
| 1981 | 90,836  | −14.7% |
| 1991 | 85,135  | −6.3%  |
| 2001 | 53,677  | −37.0% |
| 2011 | 50,927  | −5.1%  |